# 緋荔榭

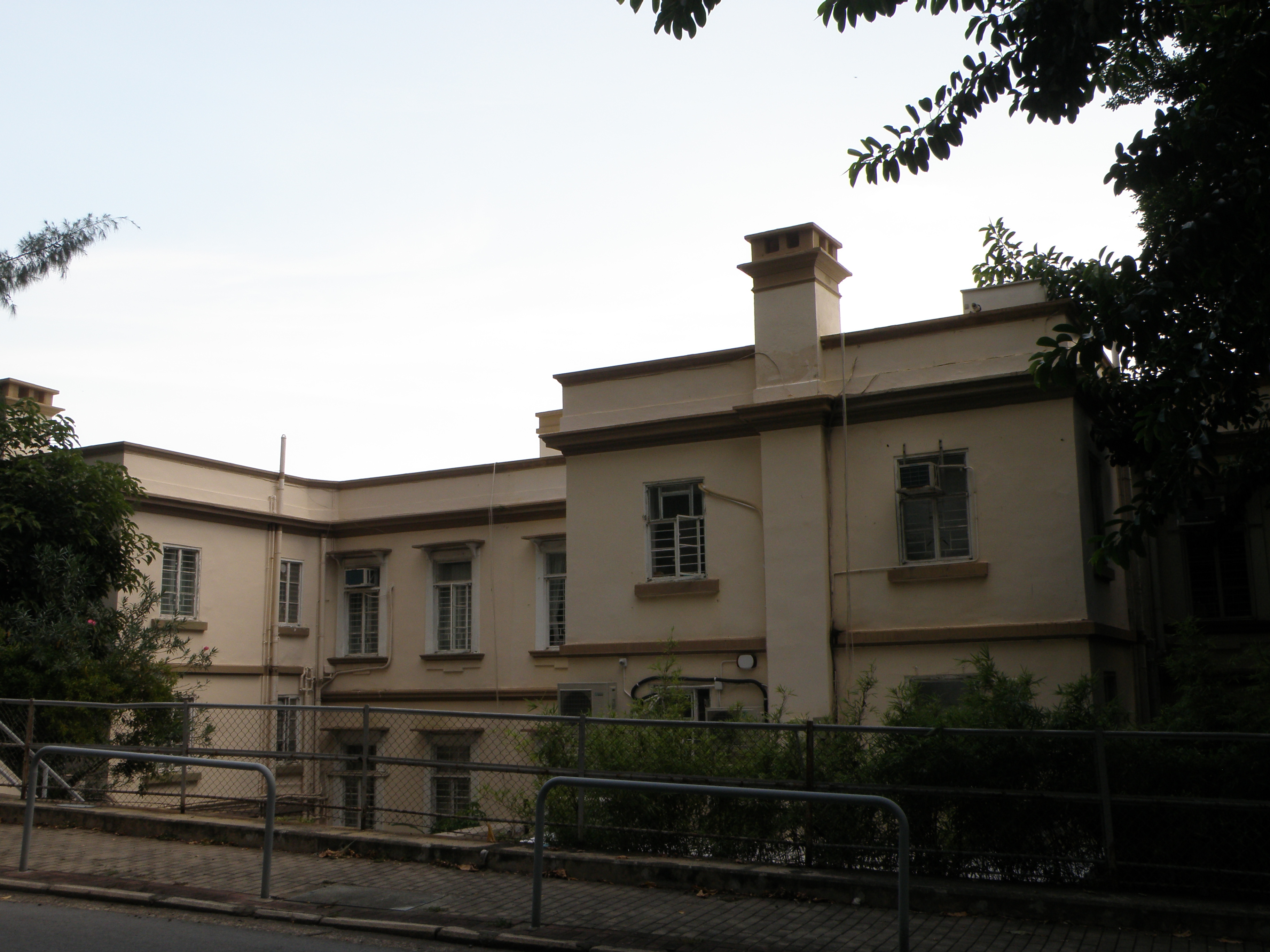
緋荔榭

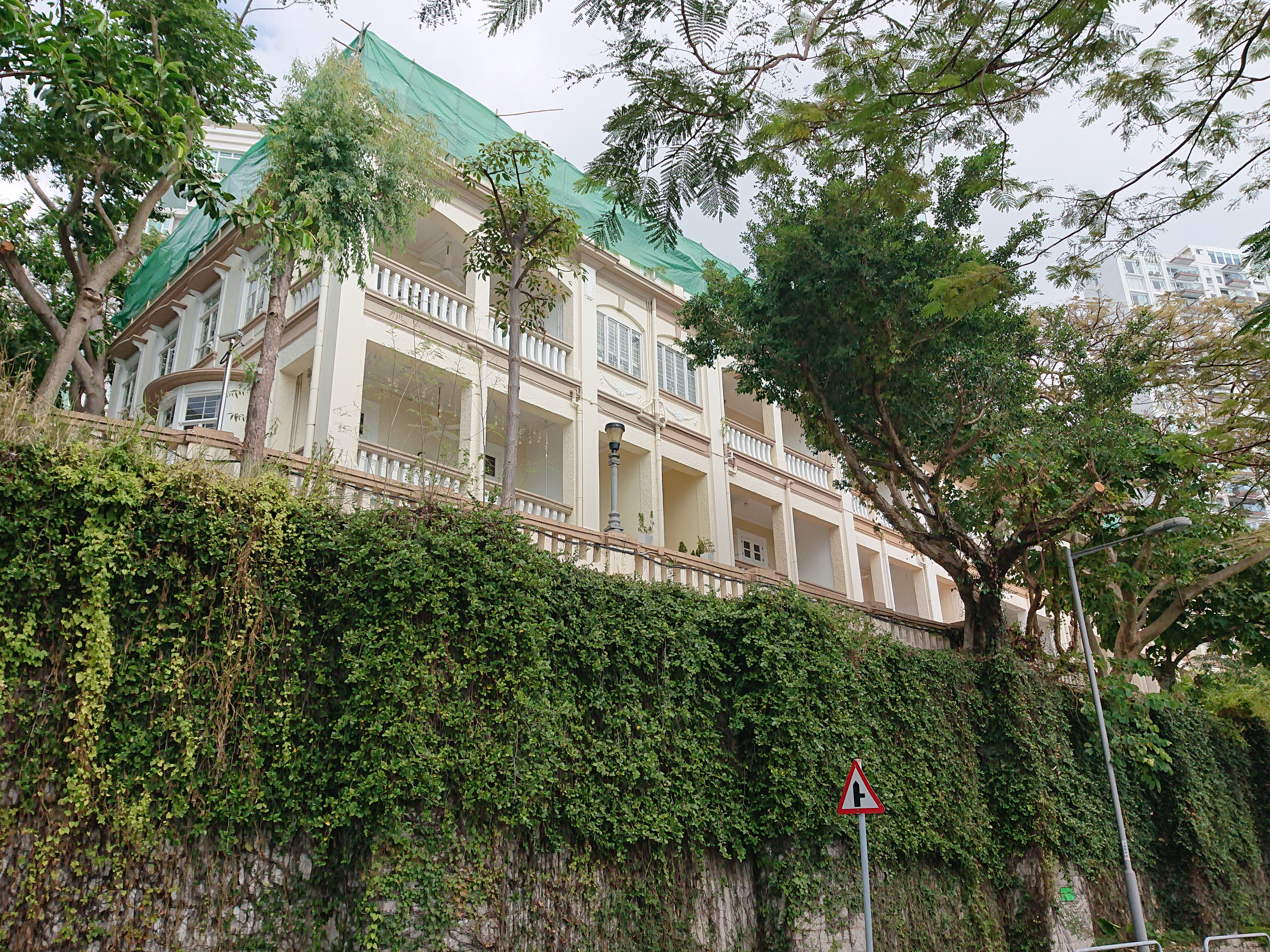
由域多利道望向緋荔榭

緋荔榭（英文：Felix Villa），又稱緋麗榭、福利別墅，是香港一座西式平房，業主為香港大學，位於香港島摩星嶺摩星嶺道61號，於1922年興建（103年樓齡），現被列為香港三級歷史建築。

## 歷史
緋荔榭於1922年興建，初為英國商人Felix Alexander Joseph名下的住宅，香港大學於1957年購入該宅並將其改作職員宿舍，現時改作出租用途，月租約18萬至22萬港元，8個單位中其中有5個租出。
曾租用的名人包括歌手張敬軒，他用了2年時間才成功租住，但由於租約期滿，他亦表示想儲錢置業，故在2015年7月1日搬遷至一個較便宜的地方居住。居住的兩年半期間，他曾經外借單位給好友容祖兒拍攝《七不思議》音樂影片(MV)，搬離的前五天拍攝《過客別墅》音樂影片(MV)。張敬軒後來製作了《Felix - Me & Mr. Cheung》專輯，紀念在此居住的時光。

## 建築特色
緋荔榭為古典復興式及西式建築，樓高3層，設有圓形窗台、煙囪和露台。該建築帶有8個住宅單位，每個單位的面積約三千平方呎。

## 鄰近設施
- 摩星嶺巴士總站（Felix Villa Terminus）